# Liborajdea
Liborásdia románul: Liborajdea, falu Romániában, a Bánságban, Krassó-Szörény megyében.

## Fekvése
Szikesfalu (Sicheviţa) közelében fekvő település.

## Története
Liborásdia románul: Liborajdea korábban Szikesfalu (Sicheviţa) része volt.
1910-ben 174 lakosából 129 román, 10 magyar, 4 német volt. 1956-ban vált külön 171 lakossal.
1966-ban 100, 1977-ben 63, az 1992-es népszámláláskor 4 román lakosa volt.